# Ardore
Ardore ist eine italienische Stadt in der Metropolitanstadt Reggio Calabria in Kalabrien mit 4841 Einwohnern (Stand 31. Dezember 2023).

## Lage und Daten

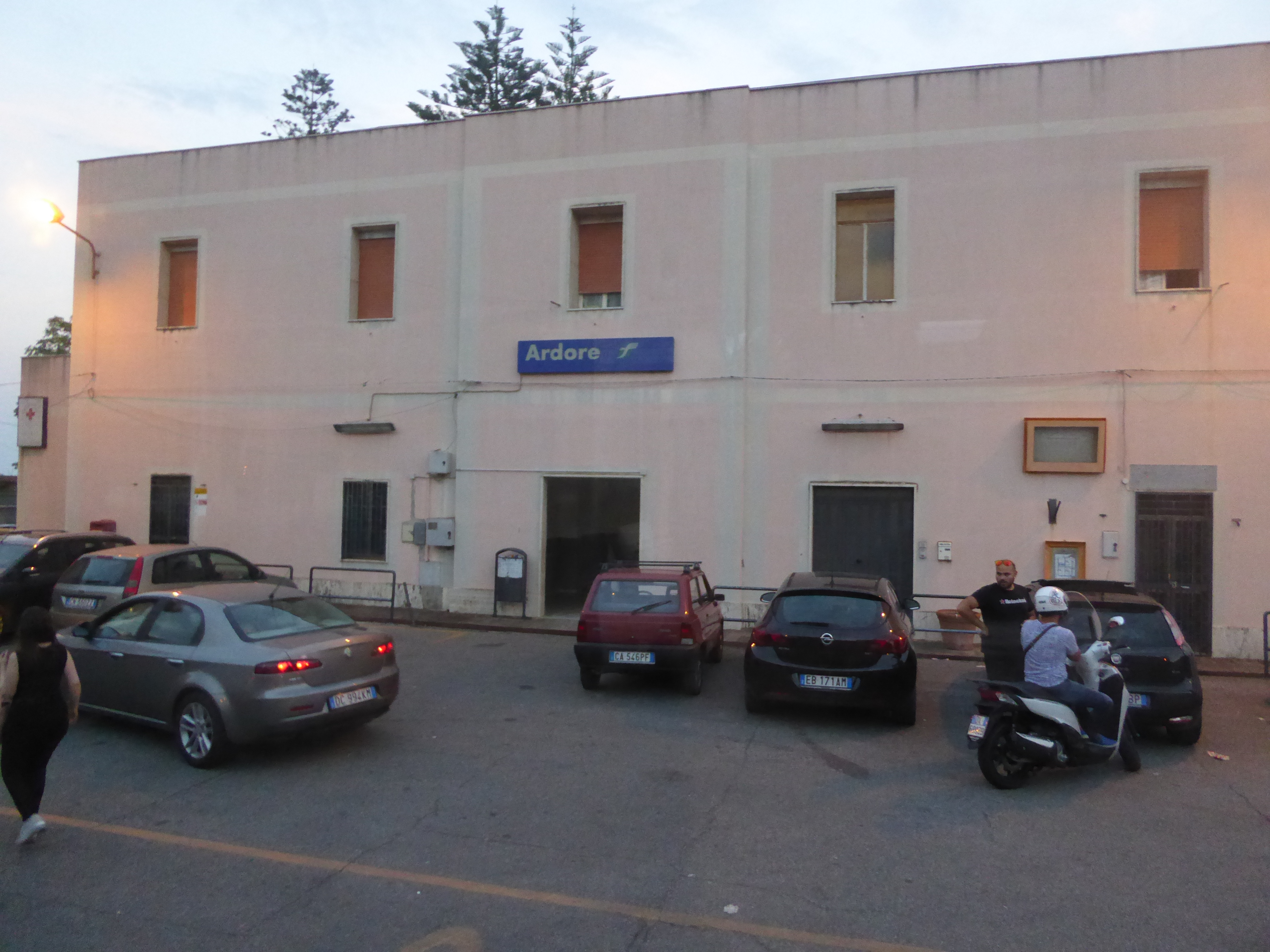
Der Bahnhof

Ardore liegt 95 km östlich von Reggio Calabria. Die Nachbargemeinden sind Benestare, Bovalino, Ciminà, Platì und Sant’Ilario dello Ionio. Der Ort liegt an der Ostseite des Aspromonte, etwa 5 km entfernt von der Küste des Ionischen Meeres.

## Geschichte
Der Ort war bis 1555 im Besitz der Familie Gerace. Im Jahre 1783 ist der Ort durch ein Erdbeben beschädigt worden. Auf dem Gebiet der Gemeinde steht eine Wallfahrtskirche.

## Sehenswürdigkeiten
Im Ort steht eine Ruine eine Schlosses. In der Kirche S. Leonardo steht ein römischer Sarkophag.
Im Ortsteil Bombile befindet sich das Kloster und die Kirche Santa Maria della Grotta. Die Kirche ist in den Tuffstein gegraben. Der Bau ist im Jahr 1502 dokumentiert, das genaue Baujahr nicht bekannt. Die Kirche ist heute eine Wallfahrtskirche.

## Persönlichkeiten
- Francesco Misiano (* 26. Juni 1884 in Ardore; † 16. August 1936 in Moskau), Politiker, Mitgründer des Kommunistischen Partei Italiens[2]